# Bosco di Castelvetere in Val Fortore
Bosco di Castelvetere in Val Fortore este o arie protejată (arie specială de conservare — SAC, sit de importanță comunitară — SCI, arie de protecție specială avifaunistică — SPA) din Italia întinsă pe o suprafață de 1.468 ha, integral pe uscat.

## Localizare
Centrul sitului Bosco di Castelvetere in Val Fortore este situat la coordonatele 41°26′47″N 14°55′22″E / 41.446389°N 14.922778°E.

## Înființare
Situl Bosco di Castelvetere in Val Fortore a fost declarat sit de importanță comunitară în mai 1995 pentru a proteja 22 de specii de animale. Alte tipuri de protecție:
- arie de protecție specială avifaunistică (în februarie 2002)[3]
- arie specială de conservare (în mai 2019)[2][4][5]

## Biodiversitate
Situată în ecoregiunea mediteraneană, aria protejată nu include niciun habitat protejat.
La baza desemnării sitului se află mai multe specii protejate:
- păsări (15): ciocârlie-de-câmp (Alauda arvensis), pescăruș albastru (Alcedo atthis), caprimulg (Caprimulgus europaeus), erete cenușiu (Circus pygargus), porumbel gulerat (Columba palumbus), prepeliță (Coturnix coturnix), găinușă de baltă (Gallinula chloropus), sfrâncioc roșiatic (Lanius collurio), ciocârlie de pădure (Lullula arborea), gaia neagră (Milvus migrans), turturică (Streptopelia turtur), sturzul viilor (Turdus iliacus), mierlă (Turdus merula), sturz-cântător (Turdus philomelos), sturz (Turdus pilaris)
- amfibieni (2): Bombina pachypus, Triturus carnifex
- mamifere (4): lupul (Canis lupus), liliac comun (Myotis myotis), liliacul mare cu potcoavă (Rhinolophus ferrumequinum), liliacul mic cu potcoavă (Rhinolophus hipposideros)
- reptile (1): șarpele cu patru dungi (Elaphe quatuorlineata)

Pe lângă speciile protejate, pe teritoriul sitului au mai fost identificate 1 specie de păsări, 2 specii de amfibieni, 2 specii de nevertebrate, 4 specii de reptile.